# シュバイツァー試薬

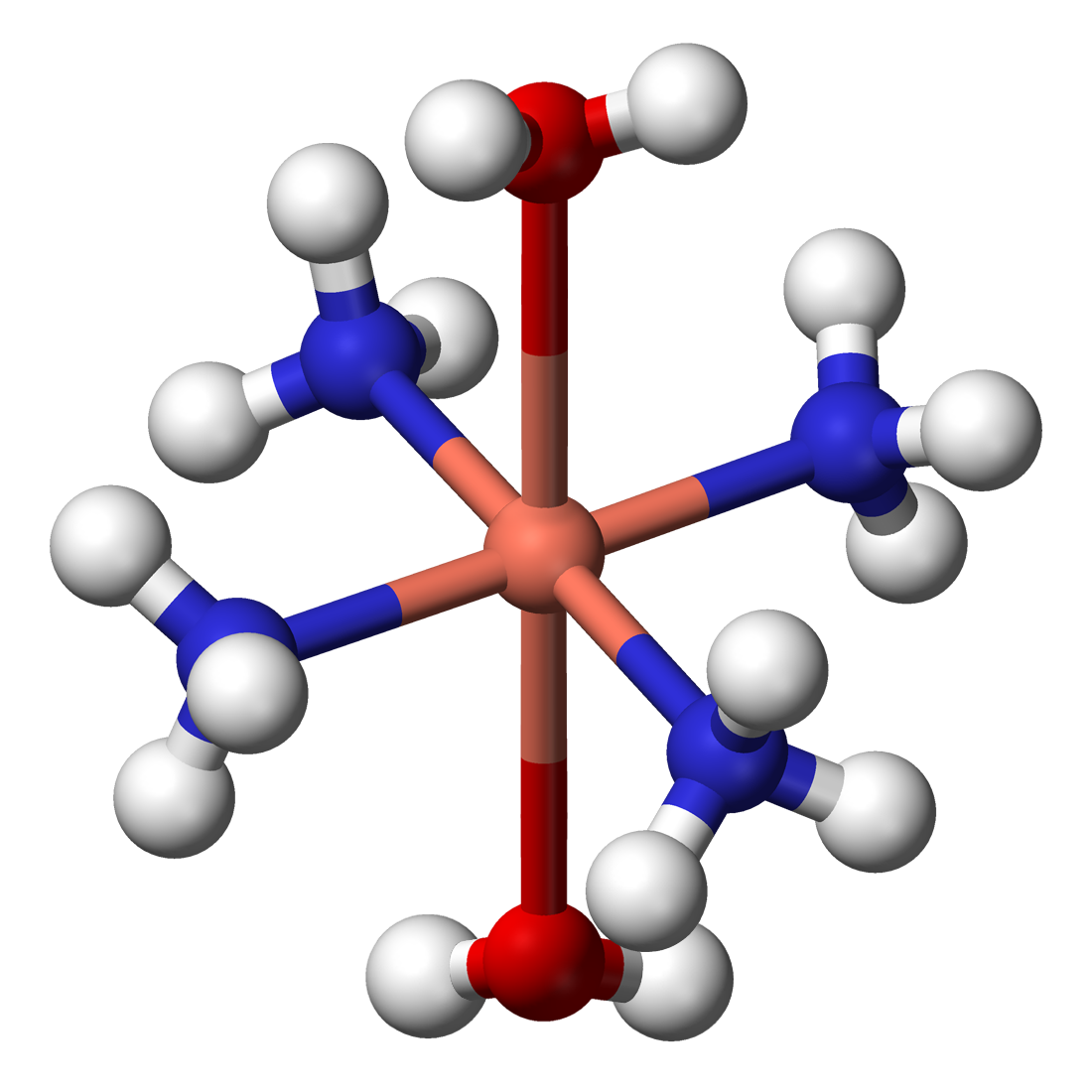
テトラアンミン二水和銅(II) カチオン、[Cu(NH_{3})_{4}(H_{2}O)_{2}]^{2+}の球棒モデル

シュバイツァー試薬（シュバイツァーしやく、英: Schweizer's reagent）は、化学式[Cu(NH3)4(H2O)2](OH)2で表わされるテトラアンミン銅錯体である。硫酸銅の水溶液から水酸化ナトリウムあるいはアンモニアを用いて水酸化銅(II)を沈殿させ、その後沈殿をアンモニア溶液に溶解させることで調製される。
全量の銅が水酸化物として沈殿した時は、沈殿を濾過し、濾液は捨て、硫酸やその他の過剰なイオンを取り除くために沈殿を洗浄するとよい。
シュバイツァー試薬は深い青色の溶液となる。溶液を濃縮すると、水酸化銅の淡青色の沈殿が残る。これは、テトラアミノ錯体の形成が可逆的であり、アンモニアが水と共に蒸発するためである。濃縮をアンモニア気流中で行うと、深い青色の針状結晶が形成される。これらの結晶は孤立あるいはアンモニア雰囲気下で保存しなければならない。
シュバイツァー試薬は、レーヨンやセロファンといったセルロース製品の生産において使用されている。これは、木材パルプや木綿繊維、その他の天然セルロース源がこの溶液に溶解するためである。溶解したセルロースは溶液を酸性にすると沈殿する。